# Finn Evald
Finn Evald (født 13. juli 1946) er komponist og organist. Han var tidligere ansat ved Roskilde Domkirke og leder af Roskilde Domkirkes Drengekor.
Finn Evald er gift med Vibeke Tofft Evald.